# Clara d'Anduza
Clara d'Anduza (fl....primera meitat del s. XIII) fou una trobairitz occitana.

## Vida
No es conserva cap vida de Clara d'Anduza ni altres documents que ens donin informació sobre la seva persona. Se suposa que hauria de ser originària d'Anduza o de la família dels senyors del lloc. La cronologia de la seva producció poètica s'estableix sobre la base de la relació amb Uc de Saint-Circ i les relacions intertextuals amb altres trobadors.
En el cançoner C, es conserva l'única cançó que ens ha pervingut d'aquesta trobairitz: En greu esmay et en greu pessamen; es tracta d'una cançó d'amor a un amant de qui l'han separada els lauzengiers.
Es conserva una razó d'una poesia d'Uc de Saint-Circ, Anc mais non vi temps ni sazon, que explica aquesta cançó en el context de les aventures amoroses de l'autor, que hauria estimat una dompna d'Andutz, qe avea nom ma dompna Clara, de qui s'hauria allunyat per les intrigues d'una vizina mout bella, qe avia nom ma dompna Ponsa i amb qui finalment s'hauria reconciliat mitjançant una amiga (de la qual no es diu el nom). L'amant d'Uc s'ha entès que era la nostra trobairitz i fins i tot s'ha arribat a especular que l'amiga seria Azalais d'Altier i, aleshores, Clara d'Anduza podria ser la destinatària o protagonista del salut d'amor que es conserva escrit per Azalais d'Altier.

## Obra
- (115,1)[4] En greu esmay et en greu pessamen